# Shitou Xiqian
Shítóu Xīqiān (石頭希遷, Japans Sekitō Kisen) (700 - 790) was een Chinese Boeddhistische Zen leraar. Alle hedendaagse Zen stromingen zouden zijn oorsprong vinden bij Shítóu Xīqiān en zijn tijdgenoot Mazu Daoyi.

## Biografie
Shítóu Xīqiān werd in 700 geboren in Gaoyao in de provincie Guangdong (Volksrepubliek China). Zijn achternaam was Chen. Op jonge leeftijd verzette hij zich tegen het gebruik stieren te offeren om de wraak van kwade geesten te bezweren. Hierbij vernielde hij de schrijnen en bevrijdde hij de dieren. Op de leeftijd van 12 jaar werd hij leerling van de zesde patriarch Huineng. Na diens dood in 713, waarbij volgens de legende Shítóu aanwezig was, werd hij op volwassen leeftijd monnik in een klooster bij de Berg Luofu (728). Niet lang daarna werd hij in Ji'an (Jiangxi) leerling van Qingyuan Xingsi (tevens leerling van Huineng).
Als opvolger van Qingyuan vestigde hij zich in de Nantai Tempel op de berg Hengshan in de provincie Hunan (742). Hij leefde daar 23 jaar in een eenvoudige hut op een platte rots. Zijn naam Shítóu is hiervan afgeleid.
Tijdens zijn leven was Shítóu geen bekende of invloedrijke leraar. Hij leefde een teruggetrokken bestaan en had weinig leerlingen. Hierdoor is de Dharma overdracht aan opvolgende leerlingen lange tijd onbekend gebleven. Het was Dongshan Liangjie (807 - 869) die het belang van Shítóu erkende. Het gedachtegoed van Shítóu, met taoïstische invloeden, inspireerde latere meesters en kan gezien worden als de bron voor de ontwikkeling van het systeem van vijf graden van verlichting in de Soto school.
Na zijn dood kreeg Shítóu postuum de naam Wuji Dashi (無際大師).

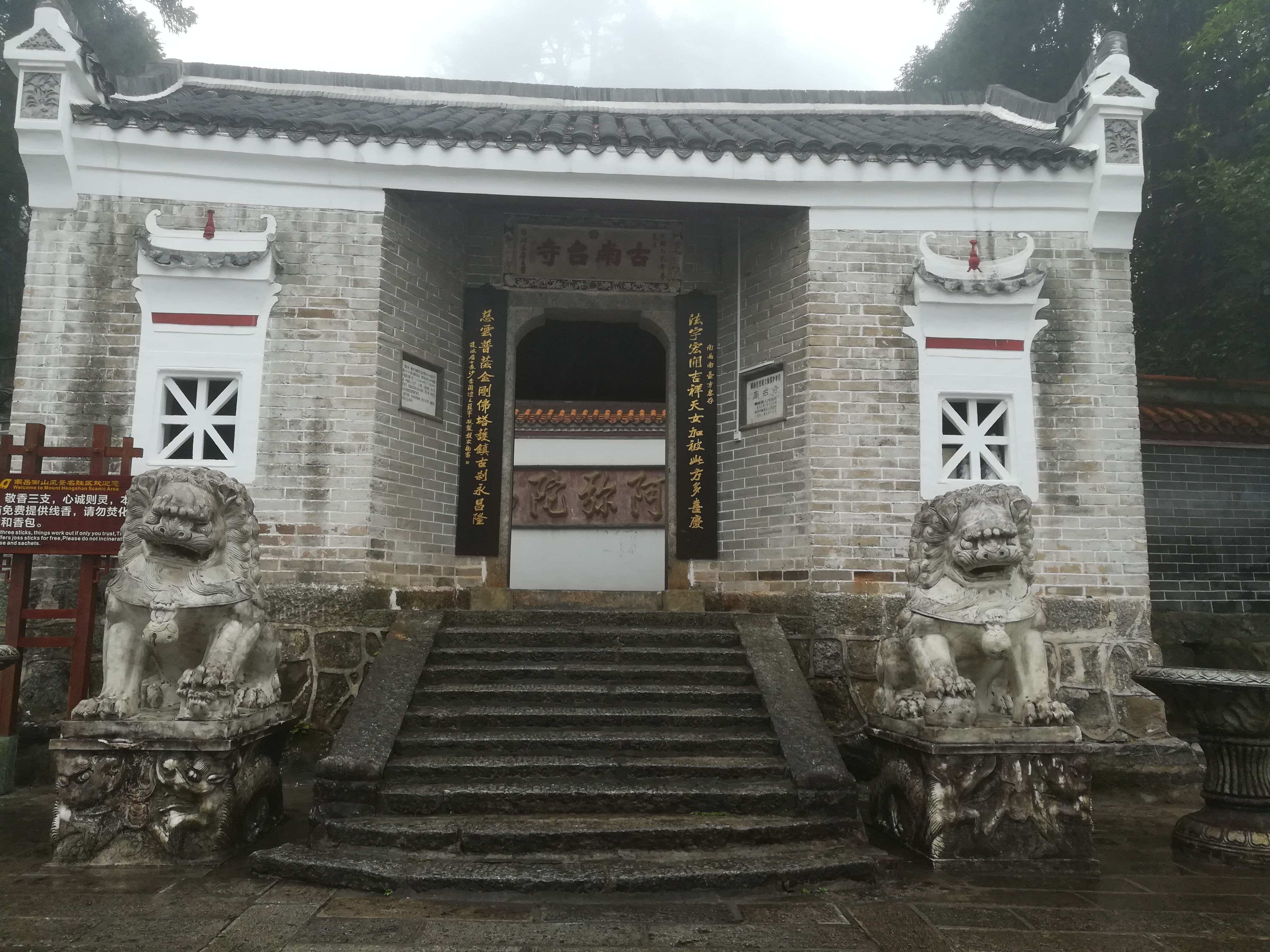
Shanmen van de Nantai Tempel

## Stoffelijke resten
In de Sekito Tempel in Japan ligt een mummy waarvan beweerd wordt dat het de stoffelijke resten zijn van Shítóu Xīqiān. Volgens diverse Japanse bronnen zou de mummy uit een brand in de tempel van Hunan gered zijn tijdens de onlusten waarbij de Qing-dynastie (1911-1912) ten val kwam. Chinese bronnen geven echter aan dat de mummy tijdens de Tweede Chinees-Japanse Oorlog (1937-1945) door Japanse strijdkrachten gestolen is. Onderzoeker James Robsen vond onvoldoende bewijs dat de resten van Shítóu Xīqiān zijn. Mogelijk gaat het om een andere monnik met dezelfde naam Wuji.

## Werken
Van Shítóu zijn twee belangrijke Zen Boeddhistische werken bekend gebleven. Ze komen voor in het boek Keitoku Dentōroku (later een van de bronnen van Shinji Shōbōgenzō van Dogen). De Sandōkai gaat uitgebreid in op de aard van de werkelijkheid. De titel is overgenomen van een oudere Taostische tekst uit het Boek der Veranderingen, waarmee Shítóu een directe relatie legt met Taoistische thema's rondom de veranderlijkheid van de natuur. Het Lied van de strodak hut (of Sōanka) is een lofzang op een afgezonderd meditatief bestaan.